# Brian Aherne
William Brian de Lacy Aherne (født 2. maj 1902, død 10. februar 1986) var en engelsk skuespiller af både teater og film, der fandt succes i Hollywood.